# Yolanda Bedregal
Yolanda Bedregal de Cónitzer (21 tháng 9 năm 1916 – 21 tháng 5 năm 1999) là nhà thơ và tiểu thuyết gia người Bolivia, được biết đến với bút danh Yolanda of Bolivia (Yolanda de Bolivia). Bà được biết đến với những diễn tả về cảm xúc của con người, và đặc biệt là trong những năm sau đó, về cô lập và cô đơn.

## Cuộc đời
Bedregal sinh ra tại La Paz, Bolivia, trong một gia đình giàu có và gia giáo. Ba của bà, Juan Francisco Bedregal, là Hiệu trưởng của Universidad Mayor de San Andrés, một giáo sư và một nhà văn có tầm ảnh hưởng. Mẹ của bà là Carmen Iturri Alborta. Bedregal nhận bachillerato (bằng tốt nghiệp trung học) từ Instituto Americano de La Paz. Bà đã theo học tại Escuela Superior de Bellas Artes of La Paz, và sau đó chuyển đến Đại học Columbia ở New York City nhờ học bổng nơi bà học về thẩm mỹ.
Khi bà trở về La Paz, bà đã dạy tại nhiều học viện khác nhau, gồm có Conservatorio de Música, la Escuela Superior de Bellas Artes, Universidad Mayor de San Andrés, và sau đó tại Academia Benavides de Sucre.
Bà là người sáng lập và là chủ tịch đầu tiên của Hội Nhà thơ Quốc gia Bolivia ( Unión Nacional de Poetas ).
Bedregal qua đời ở La Paz ngày 21 tháng 5 năm 1999.

## Tác phẩm
Tập thơ đầu tiên của bà là Naufragio xuất bản năm 1936, trong đó bà dùng ngôn ngữ rõ ràng và chính xác của mình để diễn tả tâm trạng của con người.

## Thành tựu và di sản
Năm 1971, bà nhận được giải Sách Quốc gia Bolivia với tiểu thuyết Bajo el oscuro sol phát hành năm đó.
Giải Bedregal về văn học, được trao bởi chính phủ Bolivia, được thành lập vào năm 2000 và được vinh danh là một những thành tựu của bà.
Bolivia đã ban hành một con tem bưu chính để vinh danh bà vào năm 1993.